# Canada Gairdner Global Health Award
O John Dirks Canada Gairdner Global Health Award é concedido pela Fundação Gairdner para reconhecer os principais cientistas do mundo que fizeram realizações notáveis em pesquisa em saúde global. Desde a sua criação, o Global Health Award cresceu significativamente para se tornar um dos prêmios mais prestigiados do mundo, reconhecendo a excelência em pesquisa global em saúde.
Dentre os ganhadores do prêmio, está o cientista brasileiro Cesar Victora, epidemiologista e professor emérito da Universidade Federal de Pelotas (UFPel) do Rio Grande do Sul. Victora recebeu o prêmio em 2017 em reconhecimento aos seus estudos sobre amamentação e nutrição materno-infantil, que demonstraram o impacto do aleitamento materno exclusivo sobre a mortalidade infantil.

## Recipientes
- 2009: Nubia Muñoz
- 2010: Nicholas John White
- 2011: Robert Edward Black
- 2012: Brian M. Greenwood
- 2013: King Kennard Holmes
- 2014: Satoshi Ōmura, Nobel de Fisiologia ou Medicina 2015
- 2015: Peter Piot
- 2016: Anthony Fauci
- 2017: Cesar Victora[3][4]
- 2018: Alan Lopez, Christopher Murray
- 2019: Vikram Patel
- 2020: Salim Abdool Karim, Quarraisha Abdool Karim
- 2021: Guan Yi,[5] Joseph Sriyal Malik Peiris[6]
- 2022: José Belizán, Zulfiqar Bhutta[7]